# Santiago Miltepec
Santiago Miltepec là một đô thị thuộc bang Oaxaca, México. Năm 2005, dân số của đô thị này là 265 người.